# Karima Francis
Karima Francis es una cantautora británica nacida en la localidad de Blackpool, Reino Unido

## Comienzos
Desde que Karima Francis era pequeña siempre había mostrado un gran interés por el mundo de la música. Su madre le hacía cantar canciones de Celine Dion, que grababa para posteriormente demostrar la calidad y originalidad de su voz. Su primera experiencia en el mundo de la música fue como batería a la edad de 13 años. El grupo, llamado Litterbug, llegó a realizar varios conciertos en directo.
Fue cuando, debido a una mala temporada durante su estancia en la universidad, comenzó a escribir y a componer de manera más profesional. Surgen canciones como "The Author". Francis asegura que al coger la guitarra, la melodía y los versos fluyeron de manera sencilla y rápida, pudiendo llegar a componer la canción en cinco minutos. 

## In the City
Su descubrimiento musical fue realizado en "In the City Conference" el año 2006. Una serie de conciertos para nuevas promesas musicales, en donde el público, formado principalmente por buscatalentos de discográficas, pudo observar el talento musical de Francis.
Su calidad vocal y la fuerza de su música dejó a los asistentes sorprendidos de que aún Francis aún no tuviera un sello discográfico. El éxito fue tal que llegó a actuar hasta seis veces.
Su música ha llegado a ser comparada con la de artistas de la talla de Tracy Chapman y Joan Armatrading.

## Contrato con Kitchenware Records
La publicación de algunas de sus temas en Myspace, incluido su famoso tema "The Author", alerto a los oídos más expertos de calidad y sencillez de la artista. Sus letras, de gran sinceridad, y la fuerza de su voz, atrajo inmediatamente al público y por consiguiente a representantes de discográficas que buscaban poder representar comercialmente el trabajo de Francis. De este modo en el año 2007, Kitchenware Records, sello discográfico de artistas como Editors or Prefab Sprout, consiguió finalmente que Francis firmara el contrato.
No pasó mucho tiempo hasta que Francis, se dirigió a los famosos estudios RAK de Londres, junto con los productores Bacon y Quarmby, para comenzar a grabar y comppner el álbum. Junto con su compañero y guitarrista Simon Robbs, Francis comenzó el proceso de convertir sus ideas en realidad. Uno de sus principales objetivos no era el de cambiar la estructura o melodía de las canciones, sino ser fiel a sus comienzos y al espíritu de estas. Sin sentirse inhibida por las personalidades y leyendas musicales que habían ocupado anteriormente el estudio de grabación (Michael Jackson, Stevie Wonder, o Paul McCartney), Francis se tomó las cosas con calma y comenzó a esbozar lo que serían las primeras canciones del álbum. "No me asustaba para nada. Sabia lo que quería nada más entrar". 
Canciones como "Again", "Morse Code" o "Chasing the Morning Light" expresan musicalmente detalles de su vida personal, como el hecho de ser criada solo por su madre, el traslado a Mánchester o la experiencia de conocer su primer amor.

## The Author (2009)
Primer álbum de estudio de Karima Francis. El álbum será publicado el 23 de marzo. El primer single extraído del álbum es "Again". Aunque anteriormente se publicó "Chasing the Morning Light", de forma limitada y en formato vinilo de 7 pulgadas
Lista de temas:
1. The Author
2. Again
3. Chasing the Morning Light
4. Francis
5. Hold You
6. Morse Code
7. Remember your Name
8. Oh Laura
9. Forever
10. Laurel Avenue

## Enlaces de interés
- Sitio Web Oficial
- MySpace
- Compra CD de Karima Francis
- VIDEO Reportaje de Karima Francis

- Datos: Q2877261